# Illyrios
Illyrios (altgriechisch Ἰλλυριός Illyriós, latinisiert Illyrius) ist eine Person der griechischen Mythologie. Er regierte über Illyrien und war Namensgeber des antiken Volkes der Illyrer.
Illyrios ist der jüngste Sohn von Kadmos und Harmonia, den sie nach ihrem Weggang aus Theben und ihrer Unterstützung der Encheleer zur Besiegung der Illyrer gezeugt hatten.

## Genealogie
Illyrios hatte sechs Söhne und drei Töchter, deren Namen mit illyrischen Stämmen in Verbindung gebracht werden:
Söhne
- Encheleus (Ἐγχελέα) – Encheleer
- Autarieus (Ἀυταριέα) – Autariaten
- Dardanus (Δάρδανον) – Dardaner
- Maedus (Μαίδον)
- Taulas (Ταυλαντά) – Taulantier
- Perrhaebus (Περραιβόν)

Töchter
- Partho (Πάρθω) – Parthiner
- Daortho (Δαορθώ) – Daorsier
- Dassaro (Δασσαρώ) – Dassareten

Enkelsohn
- Pannonius oder Paeon (Sohn des Autarieus) – Pannonier

Großenkel
- Scordiscus (Sohn des Pannonius) – Skordisker
- Triballus (Sohn des Pannonius) – Triballer